# DN7CC
DN7CC este indicativul 
variantei de trafic greu a orașului Călimănești, cu o lungime de 8 km. CC vine de la Centura Călimănești.